# Playa de Puerto Chico
La Playa de Puerto Chico, es una playa urbana del concejo de Llanes, Asturias. Se enmarca en las playas de la Costa Oriental de Asturias, también llamada Costa Verde Asturiana y está considerada paisaje protegido, desde el punto de vista medioambiental (por su vegetación). Por este motivo está integrada, según información del Ministerios de Agricultura, Alimentación y Medio Ambiente, en el Paisaje Protegido de la Costa Oriental de Asturias.

## Descripción
Está ubicada en el mismo casco urbano del concejo de Llanes, presentando unos accesos fáciles (tanto andando como en coche, contando, según el ayuntamiento de Llanes, de aparcamiento propio), que cuentan con escaleras y rampa hasta el mismo lecho de la playa que presenta afloramientos rocosos junto con fina arena blanca.
Desaparece al subir la marea, y es una playa que se puede divisar desde el Faro de Llanes, y que se encuentra en la ruta del paseo que llega hasta la Playa de Toró.
Dentro de los servicios de que dispone están las duchas, las papeleras y el servicio de limpieza.